# Veine iliaque commune

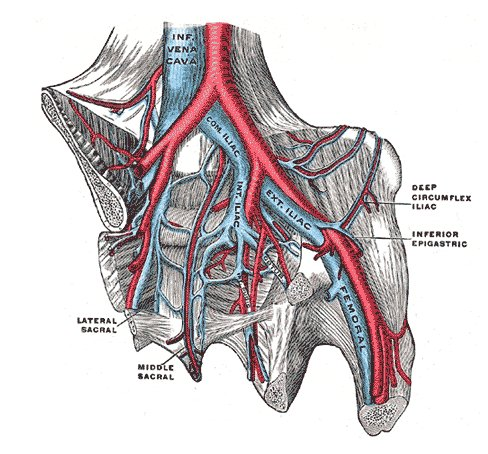
Veine iliaque.

Les veines iliaques communes (anciennement veines iliaques primitives) sont des veines formées par la fusion de la veine iliaque interne et de la veine iliaque externe au niveau de l'articulation sacro-iliaque. 
Les veines iliaques communes se réunissent à leur tour entre elles, à peu près au niveau de l'ombilic, sur la face droite de la vertèbre lombaire L5 pour former la veine cave inférieure.
Elles drainent le sang du pelvis et des membres inférieurs.
Elles sont toutes les deux accompagnées d'une artère iliaque commune.